# Karel Hubáček
Karel Hubáček (* 24. Februar 1924 in Prag; † 23. November 2011) war ein tschechischer Architekt, Hochschullehrer und besonders für den Entwurf des Fernsehturms Ještěd bekannt.

## Biographie
Nach dem Abitur am Realgymnasium Prag-Nusle 1943 und Zwangsarbeit im Deutschen Reich bis 1945, studierte Hubáček Architektur an der Technischen Hochschule Prag (ČVUT) und diplomierte 1949. Von 1951 bis 1968 war er für die Projektierungsfirma Stavoprojekt in Liberec tätig; danach wurde er Direktor des von ihm mit Miroslav Masák  und Otakar Binar 1968 gegründeten Architekturbüros SIAL. 1993 verlieh ihm die ČVUT die Ehrendoktorwürde der technischen Wissenschaften. Von 1994 bis 1997 war er Leiter der Fakultät für Architektur der Technischen Universität in Liberec. 1995 habilitierte er sich an der Prager Hochschule für Kunstgewerbe (VŠUP); zusätzlich erfüllte er 1995 einen Lehrauftrag für angewandte Kunst an der Prager Universität. 

## Preise (Auswahl)
- 1969: Auguste-Perret-Preis der Union Internationale des Architectes für den Fernsehturm Ještěd
- 1989: Grand Prix der Internationalen Architektur Biennale Interarch, Sofia
- 1994: Ehrenbürger von Liberec
- 1996: Herder-Preis
- 1996: Grand Prix 95 der tschechischen Architektenvereinigung
- 2001: Tschechische Verdienstmedaille II. Klasse
- 2005: Ehrung der Tschechischen Architektenkammer für sein Lebenswerk und seine moralische Unbeugsamkeit
- 2006: Ehrung durch den Landeshauptmann der Region Liberec

## Werke

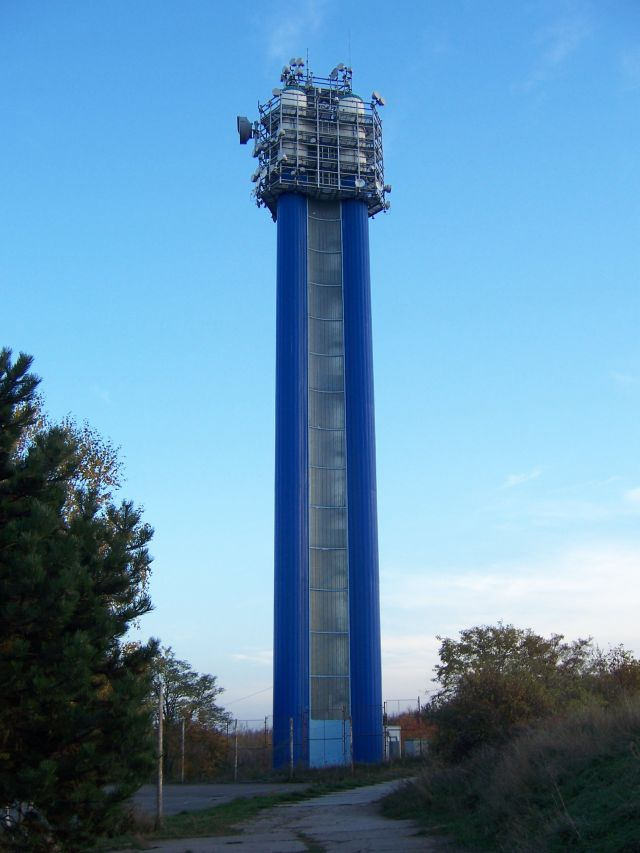
Wasserturm Dívčí hrady in Prag-Radlice, entworfen von Hubáček

- 1960: eigenes Einfamilienhaus, Liberec
- 1957–1963: Kino in Doksy (mit Vlastislav Kolář und František Dvořák)
- 1965–1973: Fernsehturm Ještěd, Liberec
- 1972–1977: Wasserturm, Praha-Dívčí hrady;
- 1973–1979: Meteorologischer Turm, Prag-Libuš;
- 1974–1977: Sendeturm in Aden, Jemen;
- 1977–1986: Kulturhaus mit Konzertsaal, Teplice;
- 1979: Einkaufszentrum Ještěd, Liberec;
- 1985–1994: Umbau Divadlo Husa na provázku, Brno (mit Václav Králíček);
- 1996–1999: Einbau einer Probebühne in der DAMU-Akademie, Prag.